# السین
شهر السین (به فرانسوی: Hélécine) در شهرستان نیول  در استان اوئلون بربان  در منطقه فدرال والوون در کشور بلژیک واقع شده‌است.